# 鳳凰山特別地區
鳳凰山特別地區（劃定於1979年12月19日）是一個位於香港新界大嶼山南部的南大嶼郊野公園內鳳凰山一帶的特別地區，佔地116公頃。